# 寺崎広業
寺崎 広業（てらさき こうぎょう、慶応2年2月25日（1866年4月10日） - 1919年2月21日）は、秋田県出身の日本画家。

## 経歴

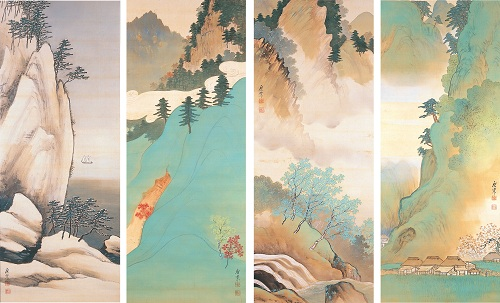
『四季山水』

放浪の画家といわれた寺崎広業は慶応2年（1866年）久保田古川堀反（秋田市千秋明徳町）の母の実家久保田藩疋田家老邸で生まれた。寺崎家も藩の重臣であった。父の職業上の失敗もあって横手市に移って祖母に育てられた。幼児から絵を好みすぐれていたというが貧しく、明治10年（1877年）には太平学校変則中学科（現秋田県立秋田高等学校）に入学するも一年足らずで退学。10代半ば独り秋田に帰り牛島で素麺業をやったりしたという。秋田医学校にも入ったが学費が続かなかった。結局好きな絵の道を選び、16歳で手形谷地町の秋田藩御用絵師だった狩野派の小室秀俊（怡々斎）に入門、19歳で阿仁鉱山に遊歴の画家第一歩を印したが、鹿角に至った時戸村郡長の配慮で登記所雇書記になった。生活はようやく安定したが絵への心は少しも弱まらなかった。広業には2人の異父弟佐藤信郎と信庸とがいたが、東京小石川で薬屋を営んでいた信庸のすすめで上京した。1888年（明治21年）春23歳のことである。

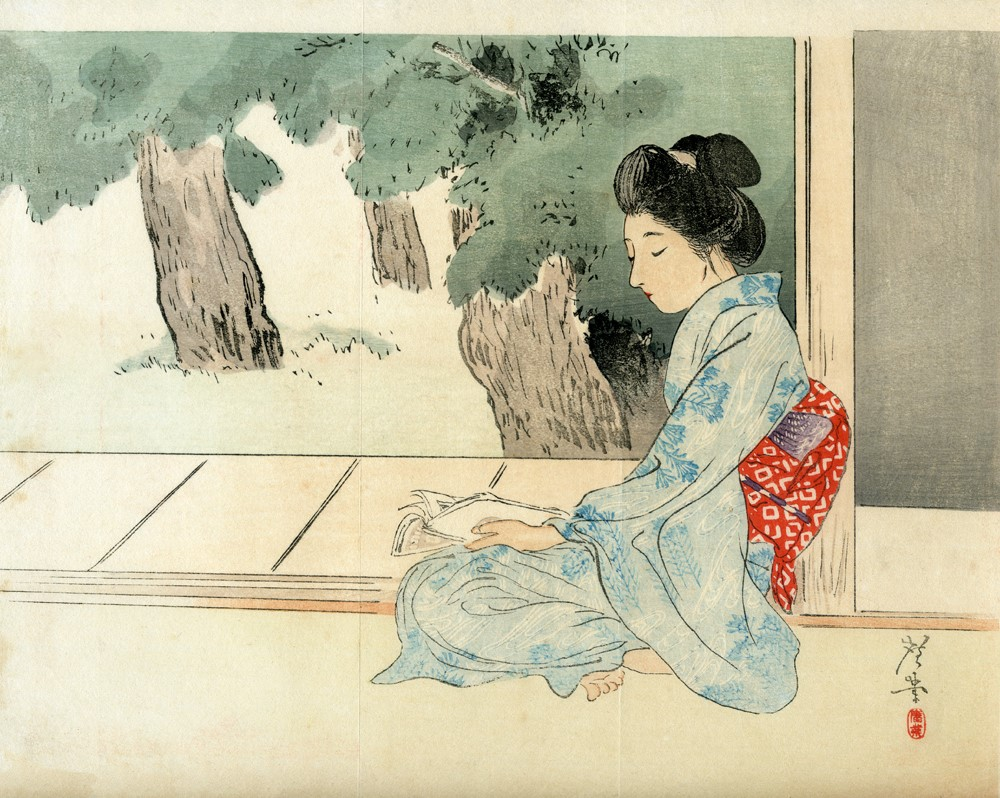
寺崎の手による口絵

上京すると平福穂庵、ついで菅原白龍の門をたたいた。広業は4か月でまた放浪の旅に出るが、穂庵のくれた三つの印形を懐中にしていた。足尾銅山に赴いて阿仁鉱山で知りあった守田兵蔵と再会し、紹介されて日光大野屋旅館に寄寓し美人画で名を挙げた。1年半で帰郷し穂庵の世話で東陽堂の「絵画叢誌」で挿絵の仕事をした。ここで諸派名画を模写し広業の総合的画法の基礎を築いたといわれる。1892年（明治25年）に結婚し向島に居を構えた。火災に遭って一時長屋暮らしをしたこともあったが、1893年（明治26年）から稲田吾山という最初の門下生を迎え入れ、1898年（明治31年）には東京美術学校助教授に迎えられた。翌年、校長の岡倉天心排斥運動がおこり、天心派の広業は美校を去った。天心と橋本雅邦は日本美術院を興し、橋本門下の横山大観・下村観山らと広業もこれに参加した。1900年（明治33年）には秋田・大曲・横手に地方院展を開催、故郷に錦を飾った。
広業は翌1901年（明治34年）、美術学校教授に復し天籟散人と号し、また天籟画塾を設け、野田九浦、正宗得三郎、中村岳陵、牧野昌広、伊藤龍涯、三浦廣洋ら300人ほどの門下を育成している。1904年（明治37年）には日露戦争の従軍画家となり、戦地で森林太郎（森鴎外）とも親交があった。その経験を生かして木版画による戦争絵、美人画、花鳥画を多く描いており、軍神橘大隊長と知り合ったが健康を害して3か月で帰国した。1907年（明治40年）には第1回文展が開催されて日本画の審査員となり、自ら大作「大仏開眼」を出品した。1912年（大正元年）の文展には「瀟湘八景」を出して同名の大観の作品とならび評判作となった。1913年（大正2年）には美術学校の日本画主任となり、1917年（大正6年）6月11日には帝室技芸員を命ぜられ、芸術家として斯界の最上段に立つようになった時、病気になる。広業は1919年（大正8年）2月、54歳を一期に世を去った。異父弟佐藤信郎が耳鼻咽喉科医として脈を取るという印象的な場面であったという。村松梢風の『本朝画人伝』によれば咽喉癌であった。その葬儀に三千人も会葬したほど、かつての放浪の画家といわれた広業も社会的地位が高くなっていたのである。菩提寺は曹洞宗総泉寺（東京都板橋区）。

## 代表作
| 作品名                               | 画像 | 技法         | 材質・形状  | 寸法（縦x横cm）   | 所有者                 | 年代                   | 発表展覧会                                                      | 落款                                                                   | 備考                                       |
| ------------------------------------ | ---- | ------------ | ----------- | ----------------- | ---------------------- | ---------------------- | --------------------------------------------------------------- | ---------------------------------------------------------------------- | ------------------------------------------ |
| 仏画                                 |      |              |             |                   | 秋田市立千秋美術館     | 1882年（明治15年）     |                                                                 | 款記「明治壬午初春 十六歳秀斎藤原廣業謹画」                            |                                            |
| 墨堤之雪                             |      | 絹本着色     | 1幅         | 65.6x110.4        | 秋田県立近代美術館     | 1893年（明治26年）     | 日本青年絵画協会第2回絵画共進会                                 | 款記「癸巳春三月中院 廣業先生於三稲祠畔寓居」/「廣業」白文長方印       |                                            |
| 朧夜 唐人詩意                        |      | 絹本著色     | 1幅         | 183.0x100.0       | 宮城県美術館           | 1895年（明治28年）     | 第4回内国勧業博覧会褒状                                         |                                                                        |                                            |
| 悉達多語天使                         |      | 絹本著色     | 1幅         | 158.8x83.6        | 東京芸術大学大学美術館 | 1896年（明治29年）     | 日本絵画協会第1回共進会銅賞                                     | 款記「廣業」/印章「藤廣業印」白文方印・「字徳卿号宗山」朱文方印        | 天心に認められるきっかけとなった作品       |
| 佐竹義堯像                           |      |              | 1幅         |                   | 天徳寺                 | 1896年（明治29年）     |                                                                 | 款記「明治丙申秋九月 宗山生廣業謹書」                                  |                                            |
| 歳の市                               |      | 紙本著色     | 1幅         | 237.0x458.5       | 北海道立近代美術館     | 1898年（明治31年）     | 日本絵画協会第4回共進会銅牌                                     |                                                                        |                                            |
| 春怨                                 |      | 絹本著色     | 1幅         | 189.0x83.8        | 秋田市立千秋美術館     | 1898年（明治31年）     | 第5回日本絵画協会・第1回日本美術院連合絵画共進会                |                                                                        |                                            |
| 菅原白龍像                           |      | 絹本著色     | 1幅         | 176.0x71.3        | 個人                   | 1898年（明治31年） 5月 |                                                                 |                                                                        | 依田學海賛                                 |
| 戸村義国画像                         |      | 著色         | 1幅         |                   | 横手市教育委員会       | 1899年（明治32年）     |                                                                 | 款記「明治己亥三月倣中祖廣意筆廣業謹画」                               | 横手市指定文化財。原画は所在不明。         |
| 易水離別図                           |      | 絹本著色     | 1幅         | 167.7x84.6        | 秋田市立千秋美術館     | 1899年（明治32年）     | 日本美術院大坂美術共進会銅牌                                    |                                                                        |                                            |
| 秋園[秋苑]                           |      | 絹本著色     | 1幅         | 170.7x100.5       | 東京国立博物館         | 1899年（明治32年）     | 第7回日本絵画協会・第2回日本美術院連合絵画共進会                |                                                                        |                                            |
| 易水離別図                           |      | 絹本著色     | 1幅         | 167.7x84.9        | 秋田市立千秋美術館     | 1899年（明治32年）     | 日本絵画協会第6回大阪共進会                                     |                                                                        |                                            |
| 富嶽海辺図                           |      | 紙本著色     | 六曲一双    | 153.7x341.8（各） | 個人                   | 1899年（明治32年）     |                                                                 |                                                                        |                                            |
| 美人（芸姑）                         |      | 絹本著色     | 1幅         | 126.2x33.2        | 秋田市立千秋美術館     | 1900年（明治33年）     | 第10回日本絵画協会・第5回日本美術院連合絵画共進会銀賞（最高賞） |                                                                        | 富岡永洗「美人（娼妓）」との競作。         |
| 月光燈影                             |      | 絹本著色     | 1幅         | 174.0×85.6        | 島根県立美術館         | 1901年（明治34年）     | 第11回日本絵画協会・第6回日本美術院連合絵画共進会金牌           |                                                                        |                                            |
| 月夜山水                             |      | 絹本墨画     | 1婦         | 141.0x68.0        | 永青文庫               | 1902年（明治35年）     | 第12回内日本絵画協会・第7回日本美術院連合絵画共進会             | 款記「広業」                                                           | 制作年と出品展覧会には異説がある。         |
| 横笛訪滝口入道                       |      | 紙本著色     | 六曲一双    | 152.4x360.6（各） | 高野山別格本山清浄心院 | 1902年（明治35年）     | 第5回内国勧業博覧会二等賞牌                                     |                                                                        |                                            |
| 王陽明                               |      | 絹本著色     | 1幅         | 196.1×115.6       | 秋田市立千秋美術館     | 1903年（明治36年）     | 第14回日本絵画協会・第9回日本美術院連合絵画共進会銀賞           |                                                                        |                                            |
| 天平美人                             |      | 絹本金地著色 | 二曲一双    | 152.5×172.5（各） | 秋田県立近代美術館     | 1906年（明治39年）     |                                                                 |                                                                        |                                            |
| 夏の夕図                             |      | 紙本著色     | 1幅         | 135.2x59.9        | 個人                   | 明治30年代             |                                                                 |                                                                        |                                            |
| 王摩詰                               |      | 絹本著色     | 1幅         | 165.0x84.5        | 秋田県立近代美術館     | 1907年（明治40年）     | 東京勧業博覧会一等招牌                                          |                                                                        |                                            |
| 大仏開眼                             |      | 絹本著色     | 1幅         | 233.0x347.0       | 東大寺                 | 1907年（明治40年）     | 第1回文展                                                       |                                                                        |                                            |
| 湖畔の夏・寒月                       |      | 絹本金地墨画 | 六曲一双    | 178.0×420.0（各） | 秋田市立千秋美術館     | 1907年（明治40年）     | 天籟画塾主催第1回寺崎広業展                                     |                                                                        | パトロンだった和久栄之助のために描いた作品 |
| 溪四題（雲の峰・夏の月・秋霧・雨後） |      | 紙本著色     | 4幅対       | 139.5x63.5（各）  | 東京国立近代美術館     | 1909年（明治42年）     | 第3回文展                                                       | 「夏の月」「雨後」左下に款記、印章。「雲の峰」「秋霧」右下に款記、印章 |                                            |
| 秋山雨後                             |      | 紙本著色     | 1幅         | 110.0x144.0       | 個人                   | 1909年（明治42年）     | 第3回文展                                                       |                                                                        |                                            |
| 羅浮仙図                             |      | 絹本著色     | 1幅         | 226.0×56.5        | 秋田県立近代美術館     | 1913年（大正2年）      | 第2回廣業作品展覧会（1917年）                                   |                                                                        |                                            |
| 瀟湘八景                             |      | 紙本著色     | 8幅対       | 52.1x86.8（各）   | 秋田県立近代美術館     | 1912年（大正元年）     | 第6回文展                                                       |                                                                        |                                            |
| 千紫万紅                             |      | 紙本著色     | 4幅対（各） | 130.5x63.4        | 秋田市立千秋美術館     | 1913年（大正2年）      | 第7回文展                                                       |                                                                        |                                            |
| 高山清秋                             |      | 絹本裏箔著色 | 六曲一双    | 168.2x364.2（各） | 秋田県立近代美術館     | 1914年（大正3年）      | 第8回文展                                                       | 右隻：款記「廣業」/「寺崎廣業」白文方印・「騰龍軒主人」朱文方印        |                                            |
| 春海雪中松図屏風                     |      | 紙本著色     | 六曲一双    | 167.0×376.0（各） | 松岡美術館             | 1914年（大正3年）      |                                                                 |                                                                        |                                            |
| 信濃の山路                           |      | 紙本墨画     | 1巻         | 43.0x1005.0       | 秋田県立近代美術館     | 1915年（大正4年）      | 第9回文展                                                       |                                                                        | 維室黙仙題字                               |
| 夜聴歌者                             |      | 絹本裏箔著色 | 六曲一双    | 166.6x370.8（各） | 秋田県立近代美術館     | 1915年（大正4年）      | 第9回文展                                                       |                                                                        |                                            |
| 維室黙仙像                           |      | 紙本墨画     | 1幅         | 127.8x63.5        | 永平寺                 | 1915年（大正4年）4月   |                                                                 |                                                                        |                                            |
| 水着姿の美女                         |      | 木版画       | 1幅         | 127.8x63.5        | ホノルル美術館         | 大正4年（1915年）ころ  |                                                                 |                                                                        |                                            |
| 白馬山八題                           |      | 紙本著色     | 8幅         | 57.9x89.2（各）   | 秋田県立近代美術館     | 1917年（大正6年）      | 第11回文展                                                      |                                                                        |                                            |
| 杜甫                                 |      | 絹本著色     | 1幅         | 210.8x100.7       | 秋田県立近代美術館     | 1918年（大正7年）      | 第12回文展                                                      |                                                                        |                                            |
| 夏のひととき                         |      | 絹本著色     | 1幅         | 182.8x167.5       | 五島美術館             |                        |                                                                 | 款記「広業」                                                           |                                            |
| ヒマラヤ図                           |      | 絹本金地著色 | 六曲一双    | 165.3x372.4（各） | 永平寺                 | 1919年（大正8年）      |                                                                 |                                                                        | 絶筆。維室黙仙賛。                         |